# Martinelli (piłkarz)
Matheus Martinelli Lima (ur. 5 października 2001 w Presidente Prudente) – brazylijski piłkarz pochodzenia włoskiego występujący na pozycji defensywnego lub środkowego pomocnika, od 2020 roku zawodnik Fluminense.